# 남월
남월(중국어: 南越 중국어: 南粵, 베트남어: Nam Việt 남비엣[*])은 옛 중국의 장군이었던 조타가 세운 고대 왕국으로, 기원전 111년 한 무제가 남월을 정복할 때까지 지속되었다. 베트남에서는 찌에우 왕조로 불리기도 한다. 남월의 정치적 세력권은 오늘날 중화인민공화국의 광둥성, 광시 좡족 자치구, 하이난성, 마카오, 홍콩, 그리고 남부 푸젠성과 베트남 중북부였다.

## 역사

### 건국
영남 지방은 고옛날부터 이민족인 백월의 활동 지역이었고, 기원전 221년, 진 시황제가 제나라를 멸망시키고 중국을 통일한 후, 영남 지방의 공략에 착수했다. 기원전 219년, 시황제는 도수를 총사령관으로, 진정(현재의 하북성 정정현) 출신 한인인 조타(찌에우 다)를 부장으로 임명하여 50만의 대군을 파견하여 영남 지방을 공격했다.
사령관인 도수는 주민을 학살하다가, 완강한 저항에 부딪혀 현지에서 살해당하자, 진나라는 새롭게 임오를 사령관으로 임명하고 4년에 이르는 공략을 계속하여, 기원전 214년에 영남 지방을 평정하기에 이르렀다.
진나라는 영남 지방을 평정하고 그곳에 남해군, 계림군, 상군의 3군을 설치하였다. 임오는 남해군 위임, 남해군 내에 박라(博羅), 용천(龍川), 번우(番禺), 게양(揭陽) 네 현을 설치하였다. 부장인 조타(찌에우 다)는 용천현령으로 임명하였다.
기원전 210년, 시황제가 병으로 죽고, 진 이세황제가 제위를 계승했지만, 기원전 209년 그 폭정에 반발해 진승 오광의 난이 발생하면서 진나라는 혼란에 빠졌고, 이윽고 유방과 항우에 의한 초한의 항쟁이 시작되어, 중국의 전 국토가 혼란 상태에 빠졌다.
이러한 상황하에 기원전 208년, 남해군위의 임효가 중병이 들자, 용천현령의 조타(찌에우 다)가 군위의 직무를 대행하게 되었다. 임효가 병으로 사망하자 남해군위로 취임한 조타(찌에우 다)는 남해군 내의 군대에 명령을 내려 중원의 반란군이 진입하는 것을 저지하도록 함과 동시에 진나라가 남해군에 파견했던 관료를 숙청하고, 자신의 심복을 관료로 등용하였다.
기원전 206년 진나라가 멸망한 후, 기원전 203년에는 계림군과 상군을 병합하여, 남월국을 건국하고, 조타(찌에우 다)가 남월 무왕(南越武王)을 자칭하였다.

### 툭판 왕조의 병합
독립 세력으로 성장한 조타(찌에우 다)는 남쪽으로 눈을 돌려 어우락국을 공격한다. 전설에 따르면, 조타(찌에우 다)의 아들 쫑 투이와 어우락의 공주 미 쩌우가 결혼했고, 사랑에 눈이 먼 미 쩌우는 쫑 투이에게 아버지의 비밀병기인 신노(神弩)를 보여주자, 쫑 투이가 방아쇠틀을 몰래 망가뜨렸고, 이어 쳐들어온 남월국의 군대를 어우락은 막지 못했다고 한다.

### 한나라(漢)와의 전쟁
중국에서는 진나라가 멸망하고 한(漢)이 흥기한다. 남월국과 한나라와의 관계로 말하자면 혜제(惠帝, 재위: 기원전 195년-기원전 188년)가 집권한 기간 동안 한나라 왕조와 남월국의 우호적 왕래는 지속적으로 발전했다. 혜제가 재위 7년 만에 세상을 뜨자 고제의 황후인 여후(呂后)가 뒤를 이어 정권을 잡았다. 여후 집권기의 전반 4년간은 한나라와 월나라의 관계가 여전히 그런대로 현상태를 유지할 수 있었다. 그러나 5년째 되던 해(기원전 183년) 봄, 한나라와 월나라 간의 관계에 변화가 생겼다. 조타(찌에우 다)는 스스로 황제를 칭하며 수시로 한과 전쟁을 벌인다. 조타(찌에우 다)가 살아있는 동안에는 양쪽이 대등한 전쟁을 벌였으나, 그의 사후 남월국 내부에서는 중국인 집단과 토착 세력간의 분열이 진행되었고, 한나라에서는 한 무제가 즉위(재위 기원전 141년 ~ 기원전 87년)하여 강성해진다. 기원전 111년, 남월국은 한나라에 의해 멸망하고 그 위치에는 9군이 설치된다.

## 지리

### 영역
남월의 초기 영역은 북단은 남령지구(南嶺地區)에 이르고, 현재의 광시 좡족 자치구 북부의 삼강(三江), 용승(龍勝), 흥안(興安), 공성(恭城), 가주(賀州) 및 광둥성 북부의 연산(連山), 양산(陽山), 낙창(樂昌), 남웅(南雄), 연평(連平), 화평(和平), 초령(蕉嶺)을 포함한다. 거의 대부분은 당시 장사국(長沙國)과의 국경을 마주쳤고, 동단은 현재의 푸젠성 서부의 영정(永定), 평화(平和), 장포(漳浦) 일대이며. 민월국(閩越國)과의 국경을 마주쳤다. 남단은 현재의 베트남 중부의 장산산맥(長山山脈) 및 대령(大嶺) 이북이다. 서단은 현재의 광시 좡족 자치구의 백색(百色), 덕보(德保), 파마(巴馬), 동란(東蘭), 하지(河池), 환강(環江) 일대이며, 야랑국, 무렴국, 구정국 등과 국경을 마주보고 있었다. 남월국의 영토는 오늘의 광둥성, 광시 좡족 자치구의 대부분과 푸젠성, 후난성, 구이저우성, 윈난성의 일부와 베트남 북부를 포함한 광대한 지역에 이르고 있었다.

### 행정구역
남월국은 진나라의 남해군(南海郡), 계림군(桂林郡), 상군(象郡) 3군을 기초로 하여 건국되었다. 건국 후, 조타는 진의 군현제를 답습하였다. 군을 설치할 때, 조타는 남해군과 계림군을 변경을 하지 않고, 상군을 교지군과 구진군으로 분할했다. 남해군은 대략적으로 현재의 광둥성의 대부분을 포함한 영역이며, 진나라때 설치된 번우(番禺), 용천(龍川), 박라(博羅), 게양(掲陽) 4현 외에, 새로 정양(湞陽), 함광(含洭)등 2현을 설치했다. 그 중에 현재의 광저우시 웨슈구(廣州市 越秀區)에 위치한 번우현이 남해군의 중심지로 삼아 남월국의 궁전도 건축되었다. 1983년, 이 장소에서 남월 문왕 조말(南越 文王 趙眜)의 능묘가, 1995년과 2000년에는 남월국 궁서어화원과 궁전의 옛 건축물의 잔존물이 발굴되어 궁궐의 규모를 현재까지 전하고 있다. 계림군은 현재의 광시 좡족 자치구의 대부분을 포함한 지역이며, 그 아래에 포산(布山), 사회(四会)등 2개의 현이 설치되었다. 그 중의 포산현(布山)은 계림군의 중심지이며, 현재의 광시 좡족 자치구 귀항(貴港)에 비정되고 있다. 1976년, 귀항에는 라백만 1호 무덤이 발굴되어 고고학 조사에 의해 계림군의 고관이다고 생각되고 있다. 교지, 구진 2군은 현재의 베트남 북부에서 중부 일대에 위치하고 있었다. 하부 행정구역은 상림현(象林縣)이 알려져 있을 뿐이어서 자세한 것은 불분명하다.

### 민족
남월국의 민족의 거의 대부분은 고월족(古越族)에 유래하는 토착 거주민이며, 이외에 중국으로부터의 수십만의 이주민이 거주하고 있었다. 고월족에는 남월(南越), 구월(甌越), 낙월(駱越)등의 계파로 나뉘어 있었다. 남월은 광동 동북부, 중부 및 광서 동부 일대에, 구월 은 광서 서강의 중류 지역 및 계강유역과 베트남의 지역에, 낙월은 광서 좌강, 우강유역 및 베트남 홍하 삼각주, 귀주 서남부에 거주하고 있었다.

## 역대 군주
| 대수 | 시호                              | 휘                     | 재위 기간                   |
| ---- | --------------------------------- | ---------------------- | --------------------------- |
| 1    | 조 무왕(趙武王) (조 무제(趙武帝)) | 조타(趙陀)             | 기원전 203년 ~ 기원전 137년 |
| 2    | 조 문왕(趙文王) (조 문제(趙文帝)) | 조말(趙眜), 조호(趙胡) | 기원전 137년 ~ 기원전 122년 |
| 3    | 조 명왕(趙明王)                   | 조영제(趙嬰齊)         | 기원전 122년 ~ 기원전 115년 |
| 4    | 조 애왕(趙哀王)                   | 조흥(趙興)             | 기원전 115년 ~ 기원전 112년 |
| 5    | -                                 | 조건덕(趙建德)         | 기원전 112년 ~ 기원전 111년 |

## 같이 보기
- 찌에우 왕조
- 조타 (남월)
- 어우락
- 백월